# Filippo Baldinucci
Filippo Baldinucci (Firenze, 3 giugno 1625 – Firenze, 10 gennaio 1696) è stato uno storico dell'arte, politico e pittore italiano.

## Biografia
Nato in una delle famiglie più ricche e influenti di Firenze, educato dai Gesuiti, nel 1665 fu incaricato dal cardinale Leopoldo de' Medici di ordinare la grande raccolta di disegni del prelato, destinata a diventare il primo nucleo del Gabinetto dei disegni degli Uffizi, divenendo uno dei più importanti esperti di arte del mondo occidentale e distinguendosi per le sue importanti novità introdotte nell'organizzazione, per esempio, degli Uffizi stessi.
Da questa fondamentale esperienza derivò la stesura della sua opera più importante, concepita come ampliamento e continuazione delle Vite di Giorgio Vasari, le Notizie de' professori del disegno da Cimabue in qua, in sei volumi ordinati per secoli e decenni (tre editi dal 1681 fino alla morte dell'autore, tre usciti postumi).

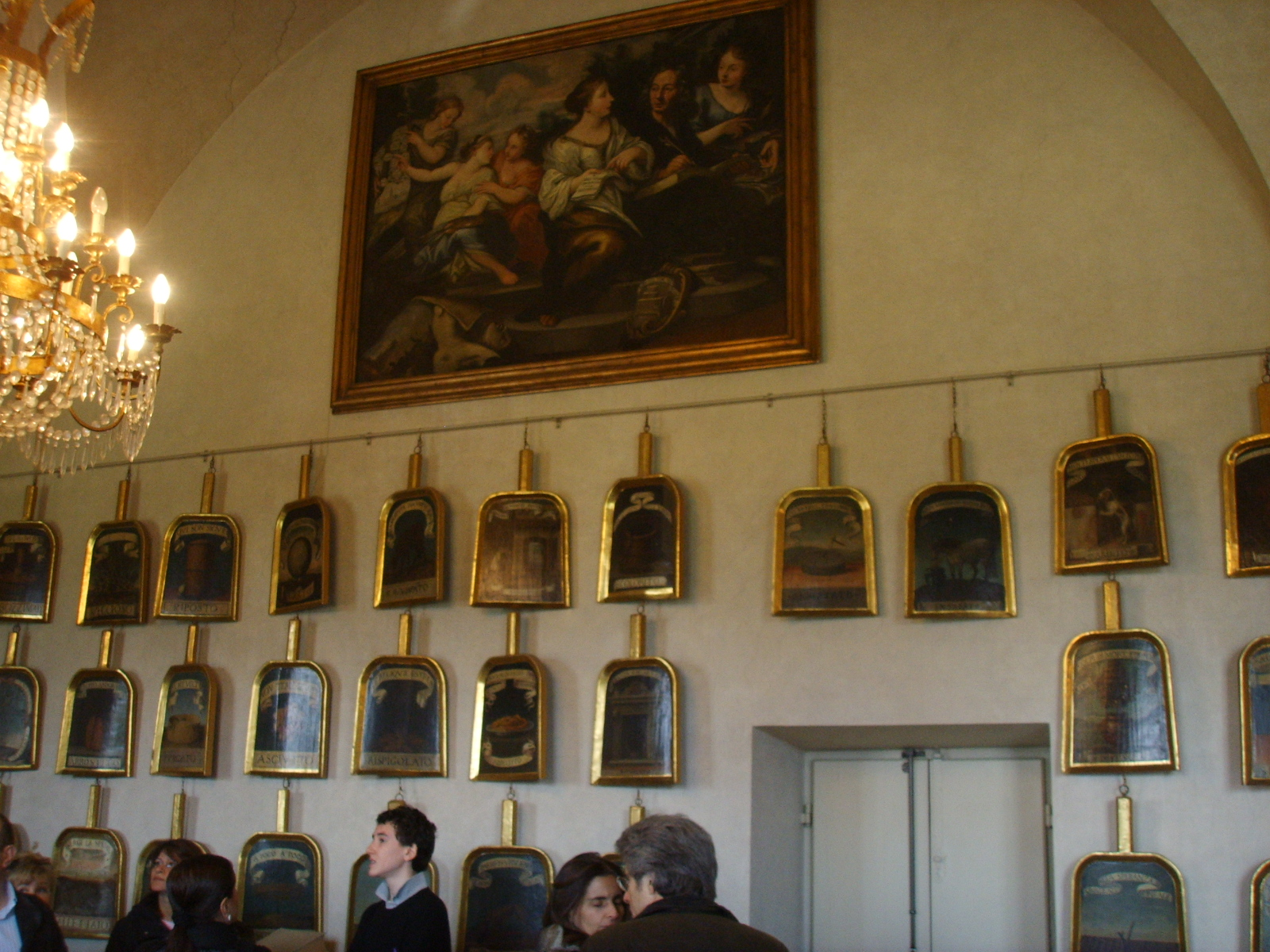
Un quadro di Filippo Baldinucci nella sala delle pale dell'Accademia della Crusca

Nel 1681 Baldinucci pubblicò il Vocabolario toscano dell'arte del disegno, che gli valse l'ammissione all'Accademia della Crusca. Cinque anni dopo pubblicò un altro importante lavoro, il Cominciamento e progresso dell'arte dell'intagliare in rame, che costituisce la prima storia specialistica sull'arte dell'incisione.
Fu molto legato alla spiritualità di Sant'Ignazio (prima del matrimonio completò tutti gli Esercizi Spirituali). Tre dei suoi figli vennero avviati alla carriera ecclesiastica (il figlio Antonio era un missionario gesuita che fu più tardi beatificato).
Tra le sue varie cariche pubbliche, Baldinucci ricoprì anche quella di Vicario (governatore) di Lari, allora capoluogo delle Colline Pisane.
Di lui rimangono anche alcuni disegni e dipinti, non privi di qualità.
Il suo stile di scrittura, tipicamente barocco, è ricco di parafrasi e giochi retorici. Nelle sue opere cerca sempre di sottolineare l'azione divina nelle singole persone.
La prima biografia di Filippo Baldinucci fu scritta dal figlio Francesco Saverio Baldinucci.
Oggi l'archivio Baldinucci si trova alla Biblioteca Nazionale Centrale di Firenze (MSS Fondo Nazionale II.II.110).
In occasione dei 300 anni dalla sua morte, nel 1996, a Baldinucci è stato intitolato il museo del Castello dei Vicari di Lari, in cui ebbe modo di svolgere la sua funzione di Vicario granducale.

## Opere
- Comminciamento e progresso dell'arte dell'intagliare in rame colle vite di molti de' più eccellenti maestri della stessa professione..., Firenze, nella Stamperia di Pietro Martini, 1686
- Vocabolario toscano dell'arte del disegno (titolo completo: Vocabolario Toscano dell'Arte del Disegno, nel quale si explicano i propri termini e voci, non solo della Pittura, Scultura, & Architettura; ma ancora di altre Arti a quelle subordinate, e che abbiano per fondamento il Disegno, Firenze, 1681 (1976) ( e )
- Notizie de' professori del disegno da Cimabue in qua ..., VI volumi, Firenze, 1681-1728 (Roma, 1976)
- Vita del cav. Gio. Lorenzo Bernino, Lettera a Vinc. Capponi, Veglia sulle Belle Arti, Lezione accademica, 1682.